# Liste der Hauptpastoren und weiteren Prediger der Deutschen St. Gertrud Gemeinde in Stockholm
Die ersten deutschsprachigen Prediger in Stockholm sind für die Mitte des 16. Jahrhunderts belegt. 1571 erhielt die deutsche Gemeinde von König Johann III. ein Privileg, das als Gründungsdatum der Gemeinde gilt. Etwas später wurde mit dem Bau der Tyska kyrkan (Stockholm) begonnen. 1612 erließ König Gustav II. Adolf ein weiteres Privileg, das die Gemeinde den anderen Stadtkirchen Stockholms gleichstellte. Seitdem führen die ersten Pastoren (auch wenn sie die einzigen der Gemeinde sind) nach schwedischem Brauch den Titel kyrkoherde (deutsch Hauptpastor).

## Pastoren der Deutschen St. Gertrud Gemeinde bis 1612
- 1556–1557: Johannes Stägemann
- 1561–1562: Josias Reich (1535–1568)[1]
- 1563–1564: Peter Winkelmann
- 1566–1571 (?): Martin Seefeldt
- 1569–1573: Joachim Eggert († 1573)
- 1572–1574 (?): Abraham Andreae Angermannus (ca. 1540–1608)
- 1573–1576: Johannes Christianus
- 1576–1595: Michael Keuler († 1595)
- 1586–1596: Kaspar Stapelius[2] († 1601)
- 1596–1599: Veit (Vitus) Börner (1565–1619)[3]

## Hauptpastoren der Deutschen St. Gertrud Gemeinde
- 1637–1655: Johann Christoph Hingher (1604–1678)[4]
- 1655–1664: Johann Jacob Pfeiff (1613–1676)
- 1665–1673: Johannes Gerdes (1624–1673)
- 1674–1677: Jakob Helwig d. J. (1631–1684)[5]
- 1677–1689: Christoph Bezel(ius) († 1689)
- 1689–1696: Johann Heinrich Gerth (1645/46–1696)[6]
- 1696–1709: Aegidius Strauch (1647–1709)
- 1710–1731: Timotheus Lütkemann (1671–1738)
- 1732(?)–1738: Johann Golitz († 1738)
- 1738–1771: Andreas Murray (1695–1771)
- 1772–1805: Christoph Wilhelm Lüdeke (1737–1805)
- 1806–1817: Hermann Wilhelm Hachenburg († 1817)
- 1817–1838: Johann Anton August Lüdeke (1772–1838)
- 1839–1875: Johannes Rohtlieb (1807–1881)
- 1876–1883: Rudolf Kittan (1839 – nach 1909)
- 1884–1890: Johann Paul Kaiser (1852–1917)
- 1890–1921: Georg Sterzel († 1921)
- 1922–1944: Emil Ohly (1885–1944)
- 1944–1974: Gustav Werner Schiebe (1909–1984)
- 1974–1983: Walter Wiese (* 1930)
- 1983–1995: Thomas Oberschmidt
- 1995–2003: Gerhard Paping
- 2003–2009: Wolfgang Wallrich
- 2009–2016: Susanne Blatt
- seit 2016: Jörg-Michael Weißbach

## Weitere Pastoren seit 1612
- 1624–1639: Johannes Rotlöben
- 1639–1655: Johann Jacob Pfeiff (1613–1676)
- 1667(?)–1677: Christoph Bezel(ius) († 1689)
- 1677–1696: Aegidius Strauch (1647–1709)
- 1696–1705: Joh. Jacob Leibniz (1653–1705)
- 1706–1710: Timotheus Lütkemann (1671–1738)
- 1739–1773: Samuel Wilcke (1704–1773)
- 1774–1779: Johann Adolph Schinmeier
- ?–1806: Hermann Wilhelm Hachenburg († 1817)
- 1807–1817: Johann Anton August Lüdeke (1772–1838)
- 1833–1839: Johannes Rohtlieb (1807–1881)
- 1917–1922: Emil Ohly (1885–1944)
- 1923–1946: Gottfrid Daniel Carlsson (1870–1955)
- 1946–1950: Kurt Meschke[7] (1901–1971)
- 1961–1964: Martin Schloemann (1931–2022)